# Tor kajakarstwa górskiego w Krakowie

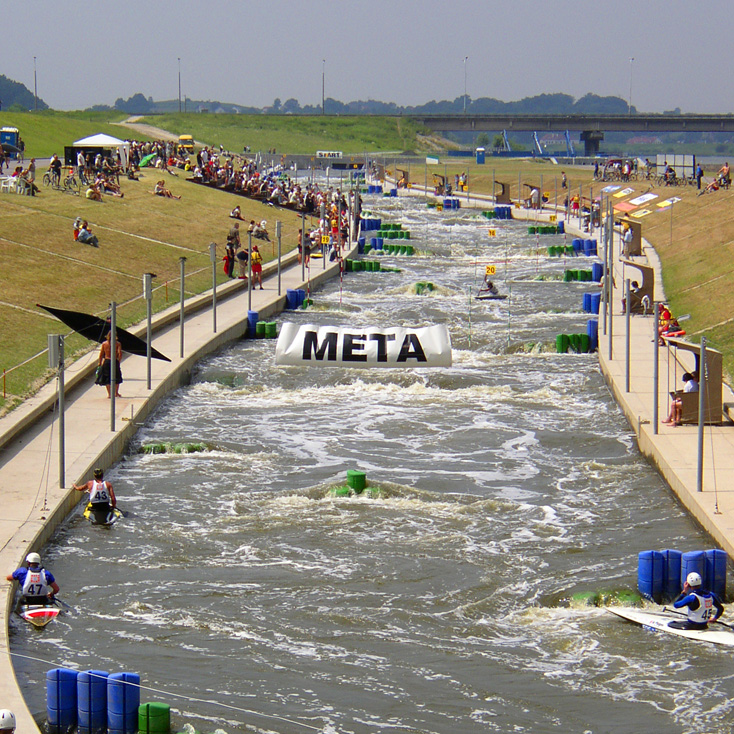
Tor w trakcie zawodów

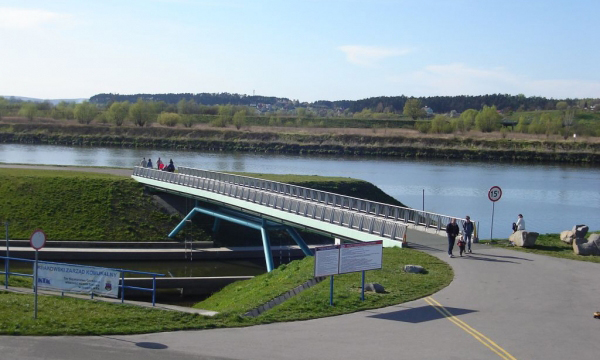
Kładka dla kibiców

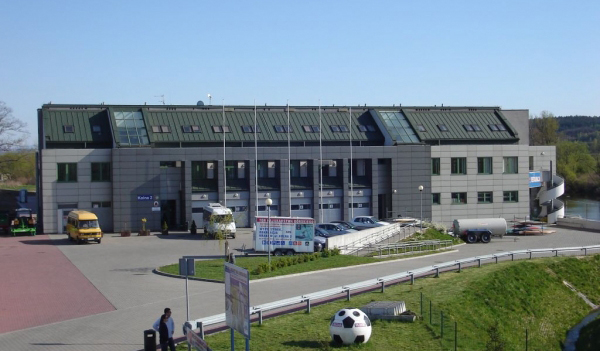
Ośrodek Sportu i Rekreacji Kolna

Tor kajakarstwa górskiego w Krakowie – tor kajakarstwa górskiego znajdujący się przy ul. Kolnej 2 w Krakowie. Umiejscowiony jest na terenie Bielańsko-Tynieckiego Parku Krajobrazowego w sąsiedztwie opactwa o.o Benedyktynów w Tyńcu. Oddalony jest o 6 km od centrum Krakowa, ok. 1 km od zjazdu z autostrady A4, 4 km od centrum nurkowego na Zakrzówku i kilka minut drogi od lotniska Kraków-Balice. Tor prowadzi wzdłuż rzeki Wisły, przy torze kajakowym znajduje się przystanek tramwaju wodnego na trasie z centrum miasta do Tyńca.
Autorem projektu toru kajakowego jest Andrzej Getter.
Tor kajakarstwa górskiego w 2004 r. jako jeden z 8 centrów na świecie uzyskał rangę Kontynentalnego Centrum Szkolenia w Kajakarstwie Slalomowym pod patronatem Międzynarodowej Federacji Kajakowej (ICF), ponadto jest obiektem przygotowań olimpijskich Polskiego Związku Kajakowego (PZKaj), a od 2004 r. pełnił również rolę Młodzieżowego Ośrodka Przygotowań Olimpijskich Pekin 2008. Budynek zaplecza toru kajakowego wyposażony jest w gabinet odnowy biologicznej i fizykoterapii, saunę i siłownię. Ponadto obiekt wyposażony jest w 52 miejsca noclegowe, salę wykładową, konferencyjną, jadalnię oraz zaplecze gastronomiczne. Obiekt jest dostępny dla osób niepełnosprawnych.
Na torze organizowane są m.in. raftingi (spływy pontonowe), spływy kajakowe i pokazy rodeo wodnego. Dzięki spiętrzeniu wody w basenie startowym mogą być tu także organizowane treningi i mecze piłki wodnej. Obiekt spełnia wymogi centrum szkolenia olimpijskiego. Służy jako główna baza szkoleniowa dla kajakarstwa górskiego PZKaj.

## Dane techniczne
- długość: 320 m
- szerokość: 12–14 m
- głębokość: 1,45 m
- przepływ wody: 15 m³/sek.